# Псамата
Псамата в древногръцката митология е името на два персонажа:
- Една от нереидите.
- Дъщерята на царя на Аргос - Кротоп. От любовта ѝ с Аполон се ражда Лин. Тя дава на пастири да отгледат детето, страхувайки се от гнева на баща си. Когато той научава за Лин, нея самата убива, а синът ѝ е разкъсан от кучетата му.